# Ďáblova dílna
Ďáblova dílna je kniha Adolfa Burgera popisující jeho cestu koncentračními tábory v letech 1942–1945.

## Popis
Je členěna do tří částí – KL Auschwitz-Birkenau, KL Sachsenhausen a KL Mauthausen-Gusen. Kniha popisuje, jak se fašismus na Slovensku dostal k moci, autor popisuje deportaci Židů ze zemí okupovaných Německem a jejich následnou, pečlivou a hlavně krutou likvidaci. Velkou část knihy autor věnuje životu v koncentračním táboře a autorovu snahu o přežití. V knize jsou uvedeni všichni členové SS, kteří se na masovém vyvražďování podíleli, popis života v padělatelském komandu, nesčetné množství fotografií či dobových dokumentů a hlavně seznam všech vězňů pracujících v padělatelském komandu na „Akci Bernard“ a nacistických pohlavárů podílejících se na padělání dokumentů a měn. Zajímavou částí knihy jsou lidé, které během pobytu v koncentračních táborech potkal, jejich původ, jejich činy, či každodenní myšlenku na útěk.

## Filmová adaptace
Na základě vzpomínek Adolfa Burgera ztvárnil režisér Stefan Ruzowitzky v roce 2007 ve filmu Ďáblova dílna události související s „Akcí Bernard“. Film dostal v roce 2008 Oscara za nejlepší cizojazyčný film.